# Lasha Shavdatuashvili
Lasha Shavdatuashvili (géorgien : ლაშა შავდათუაშვილი), né le 31 janvier 1992 à Gori, est un judoka géorgien évoluant dans la catégorie des moins de 66 kg (poids mi-légers).

## Palmarès
| Année | Compétition                                        | Lieu           | Résultat | Catégorie      |
| ----- | -------------------------------------------------- | -------------- | -------- | -------------- |
| 2012  | Championnats d'Europe                              | Tcheliabinsk   | 3e       | Moins de 66 kg |
| 2012  | Jeux olympiques                                    | Londres        | 1er      | Moins de 66 kg |
| 2013  | Championnats d'Europe                              | Budapest       | 1er      | Moins de 66 kg |
| 2016  | Championnats d'Europe                              | Kazan          | 2e       | Moins de 73 kg |
| 2016  | Jeux olympiques                                    | Rio de Janeiro | 3e       | Moins de 73 kg |
| 2020  | Championnats d'Europe                              | Prague         | 2e       | Moins de 73 kg |
| 2021  | Championnats du monde                              | Budapest       | 1er      | Moins de 73 kg |
| 2021  | Jeux olympiques                                    | Tokyo          | 2e       | Moins de 73 kg |
| 2023  | Jeux européens (Championnats d'Europe par équipes) | Krynica-Zdrój  | 1er      | Par équipes    |
| 2024  | Championnats d'Europe                              | Zagreb         | 3e       | Moins de 73 kg |